# Casandria frigida
Casandria frigida là một loài bướm đêm trong họ Noctuidae.